# Постачання авіації в Україну під час російського вторгнення
У таблицях позначена техніка згідно інформації яка є у відкритих джерелах під час російського вторгнення в Україну.
Станом на червень 2024 року, в Україну відбулося або триває постачання такої кількості авіації (мінімальна оцінка):

## Загальна кількість авіації
| тип            | отримано | трофеї | всього |
| -------------- | -------- | ------ | ------ |
| гелікоптерів   | 50/68+   | —      | 50/68+ |
| літаків        | 20/32    | —      | 20/32  |
|                |          |        |        |
| Mi-8/Мі-17     | 44       | —      | 44     |
| Мі-2/ Мі-2АМ-1 | 5/8      | —      | 5/8    |

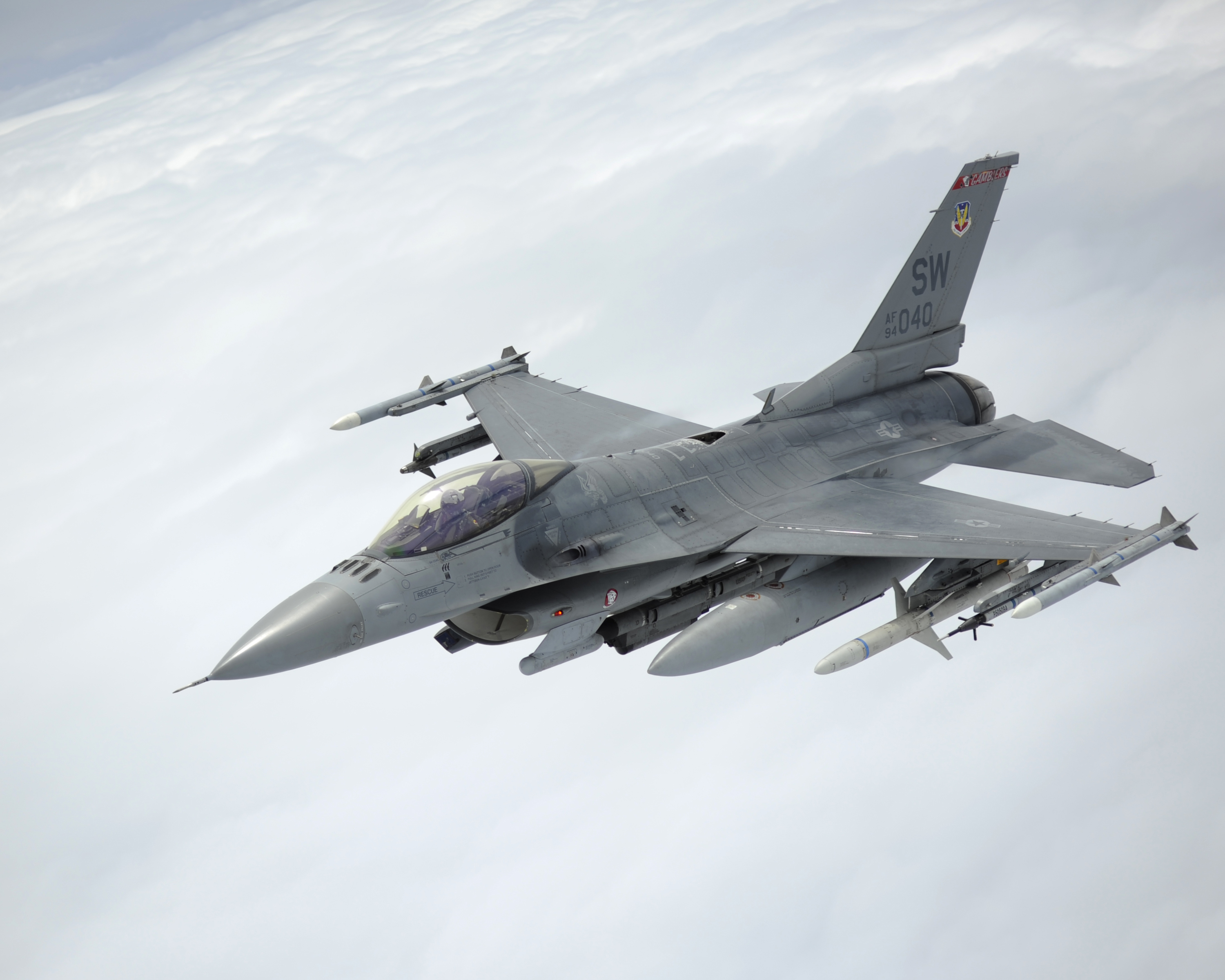
Близько 95 винищувачів F-16 отримує Україна від 4 країн
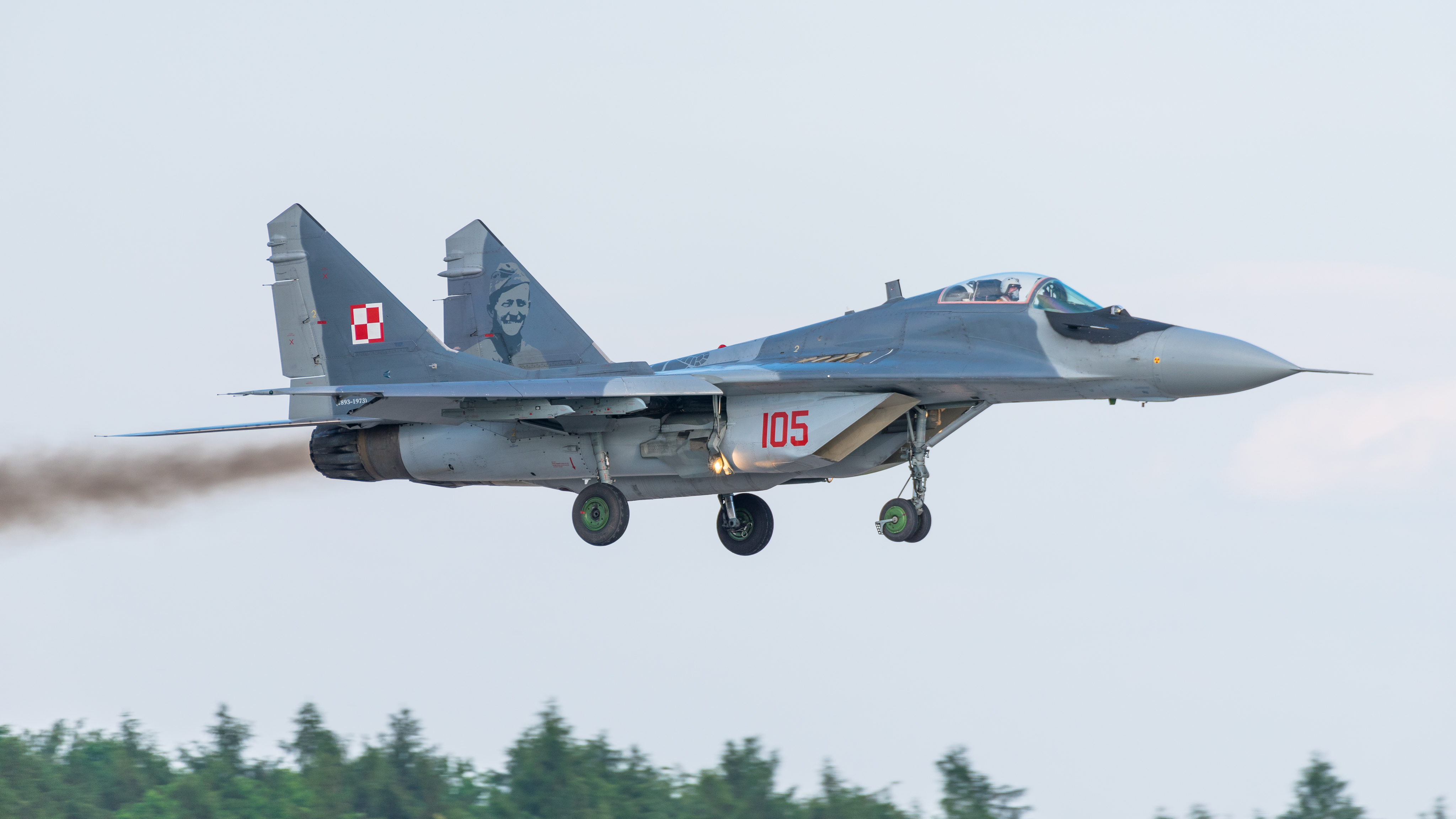
Щонайменше 23 винищувачі МіГ-29 було передано від Польщі та Словаччини
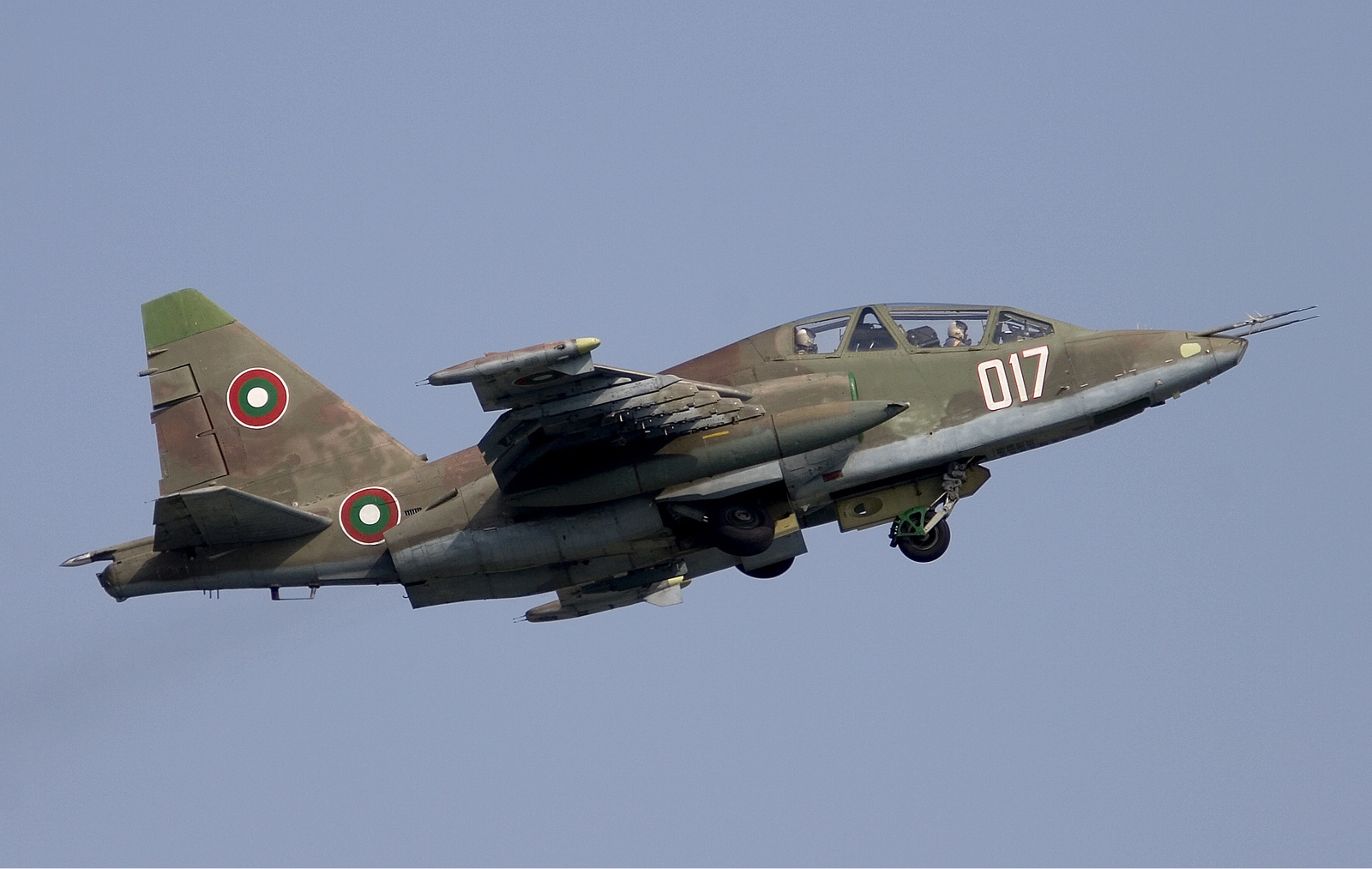
14 болгарських Су-25 було отримано від країн НАТО, ще 4 від Північної Македонії
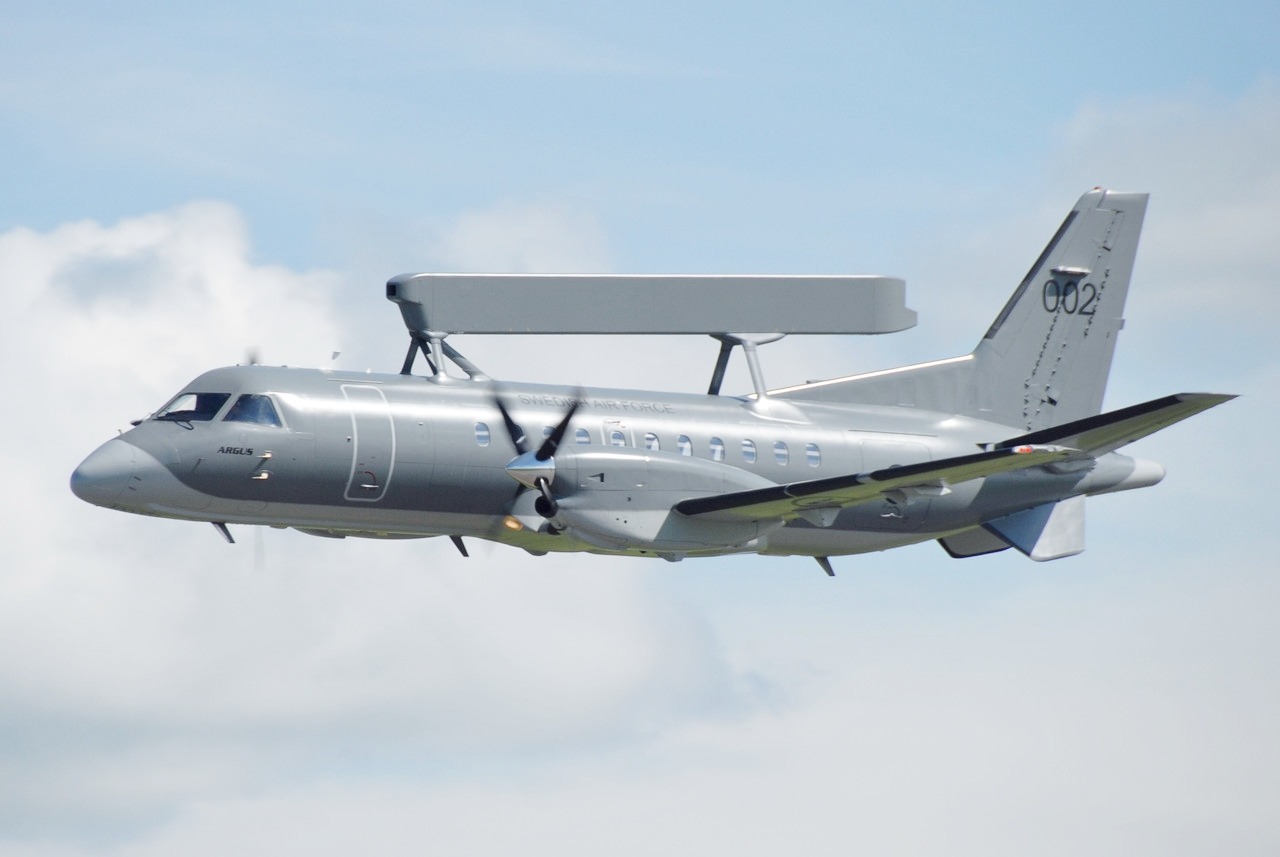
2 літаки ДРЛВ ASC 890 передала Україні Швеція
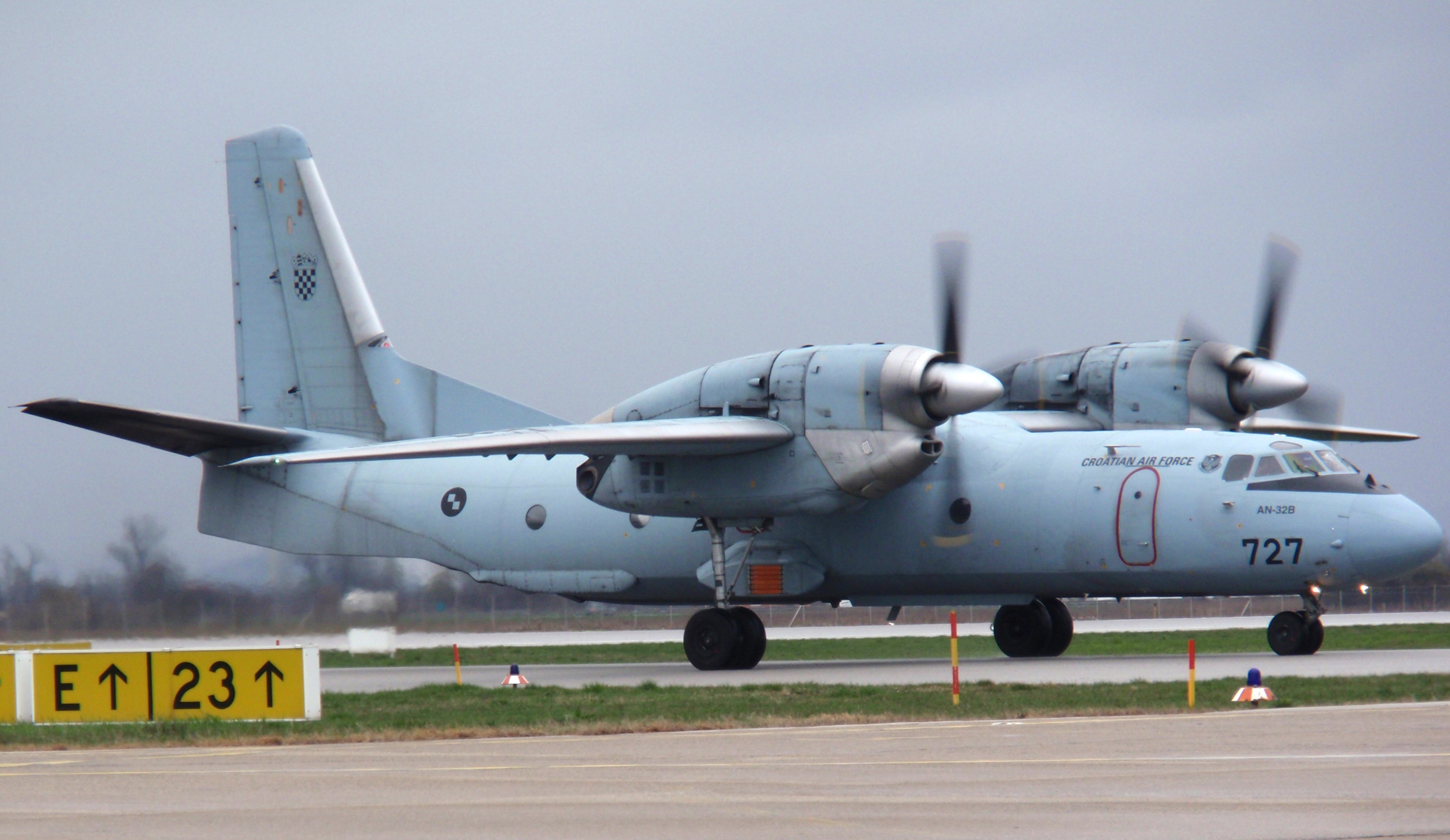
2 військово-транспортних Ан-32 було передано Хорватією

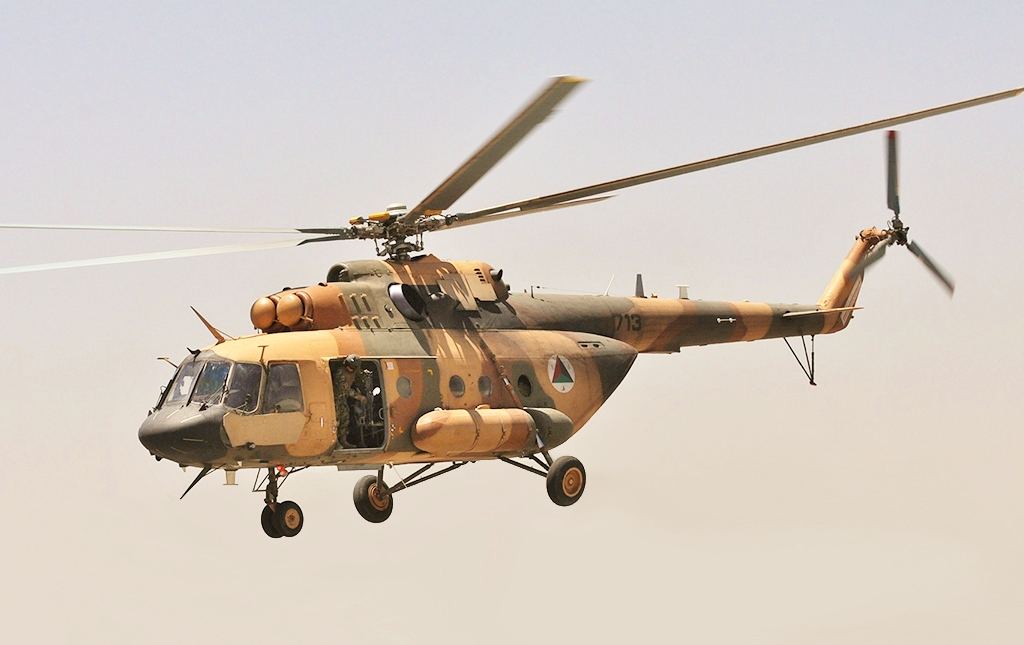
Щонайменше 45 гелікоптерів Мі-8/Мі-17 отримано від США та інших країн
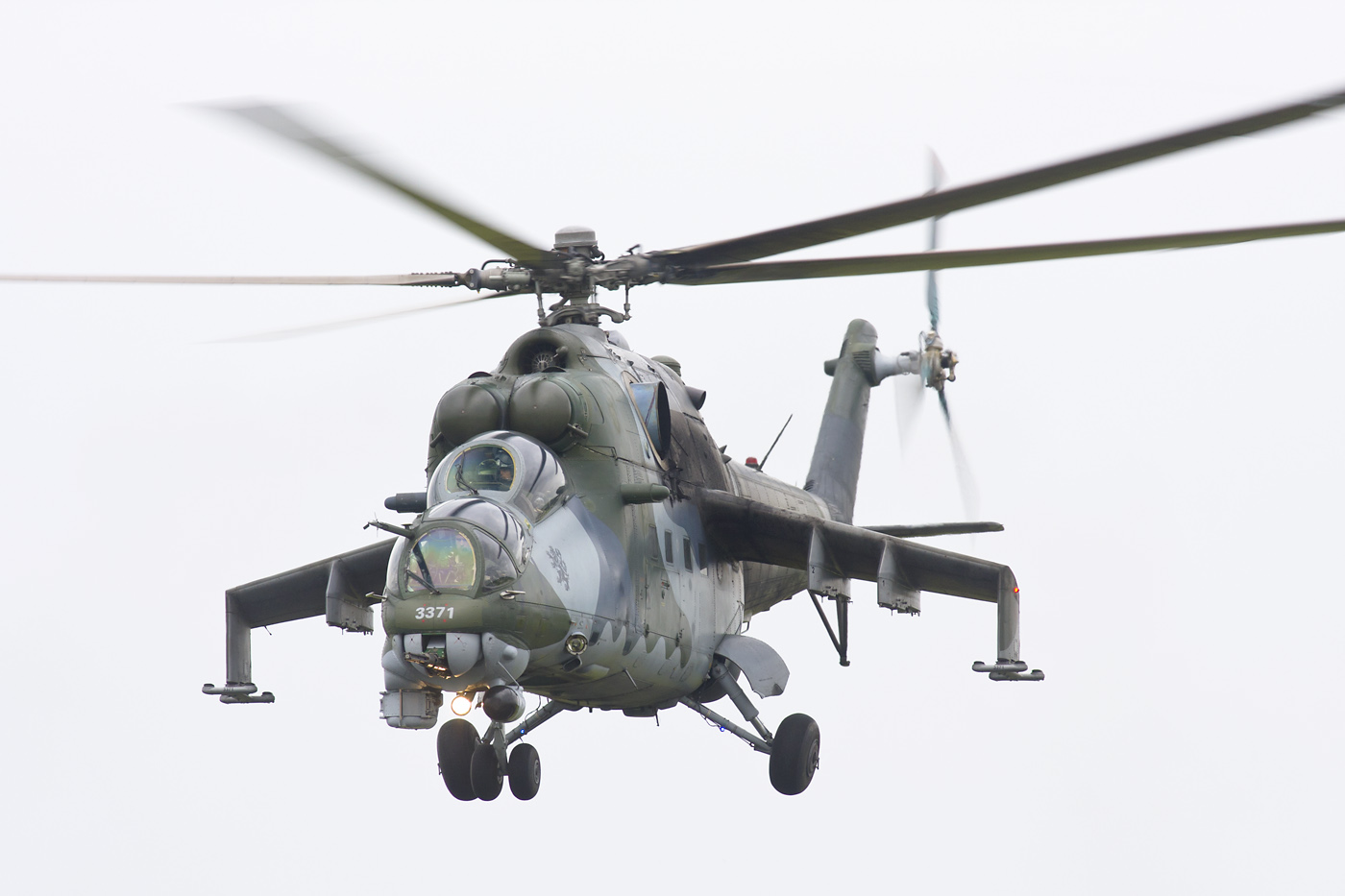
16 Мі-35 було отримано від Чехії та Північної Македонії
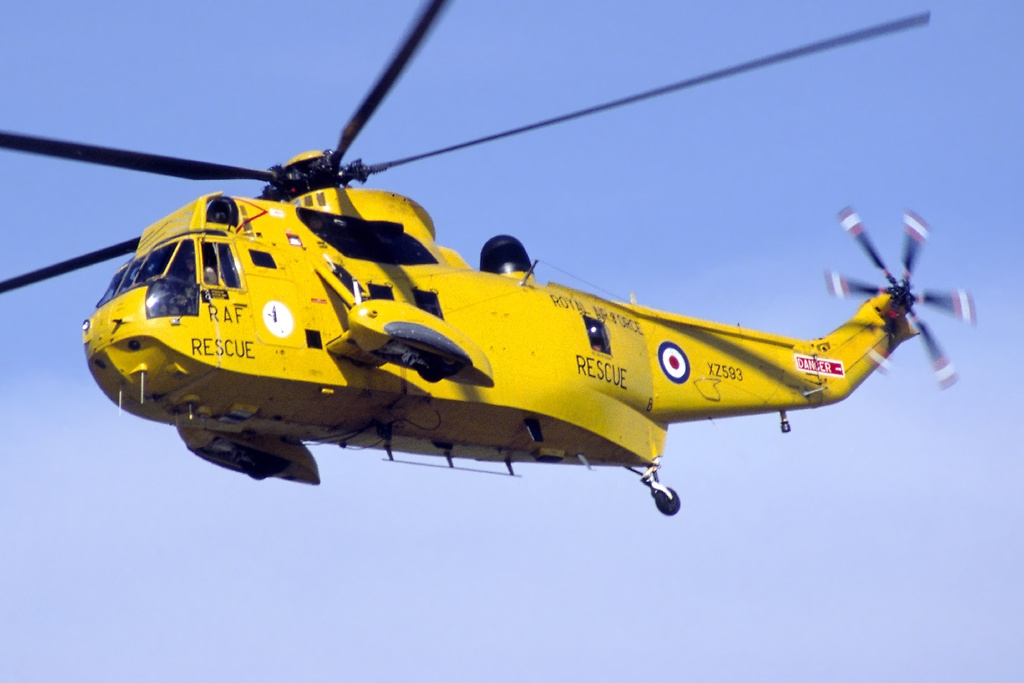
9 Westland WS-61 Sea King передала Україні Велика Британія та Німеччина
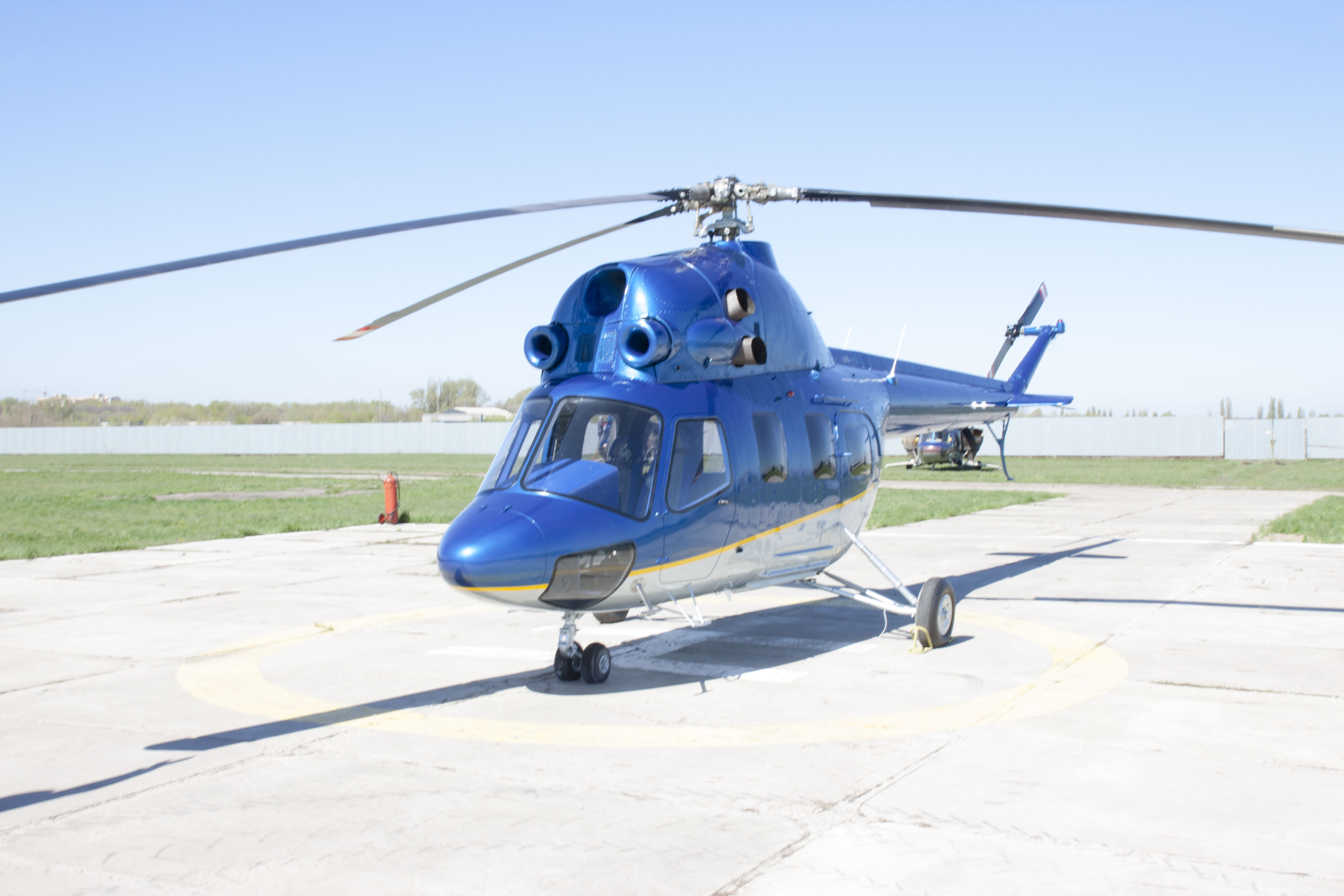
Щонайменше 7 Мі-2 отримала Україна з початку російського вторгнення
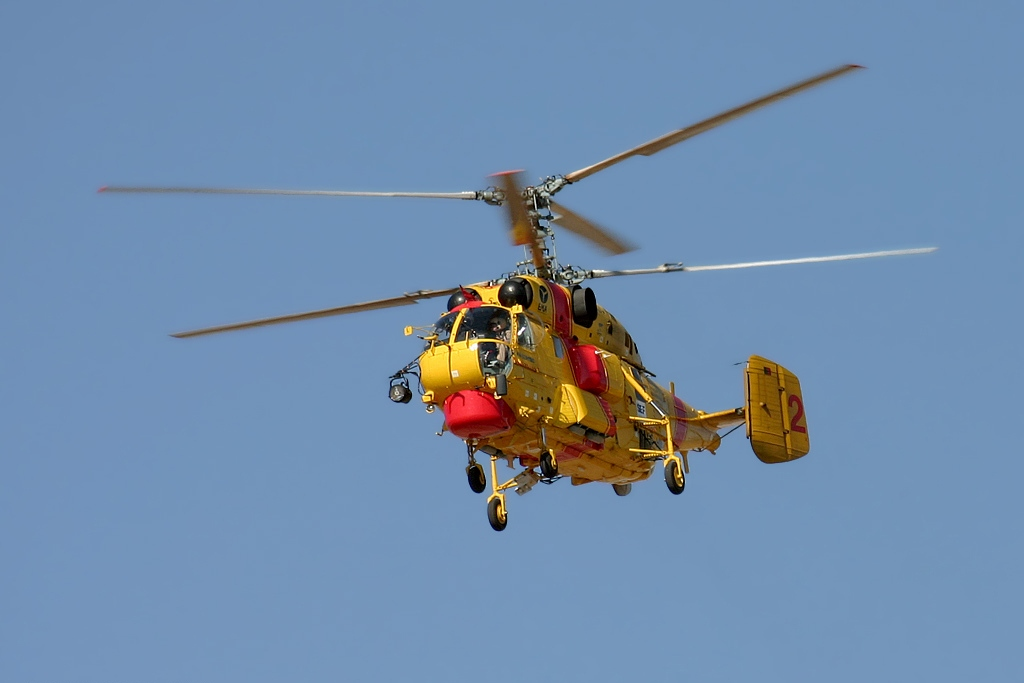
6 Ка-32А11ВС Україна отримала від Португалії
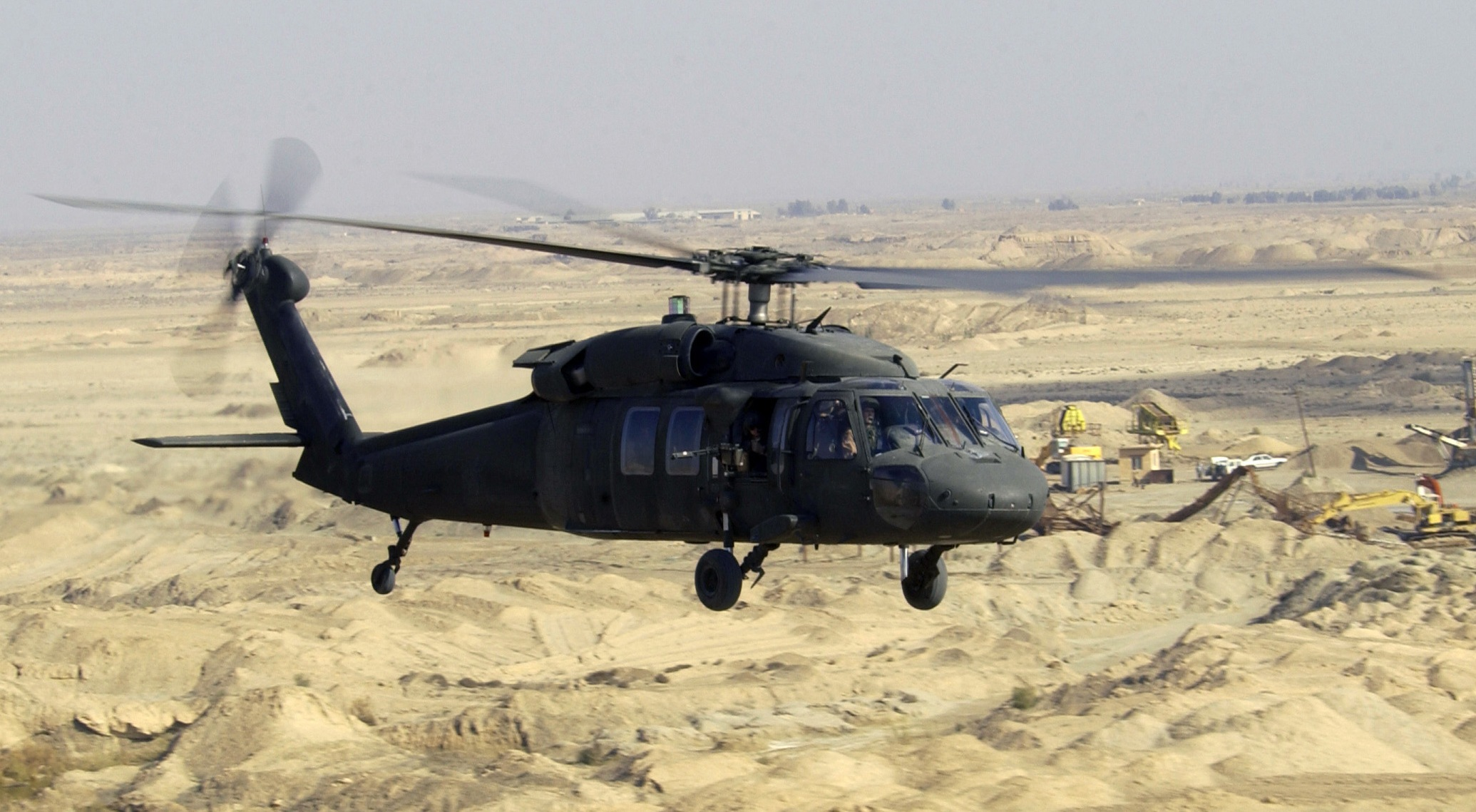
Щонайменше 2 Sikorsky UH-60 Black Hawk знаходяться у користування ГУР МО
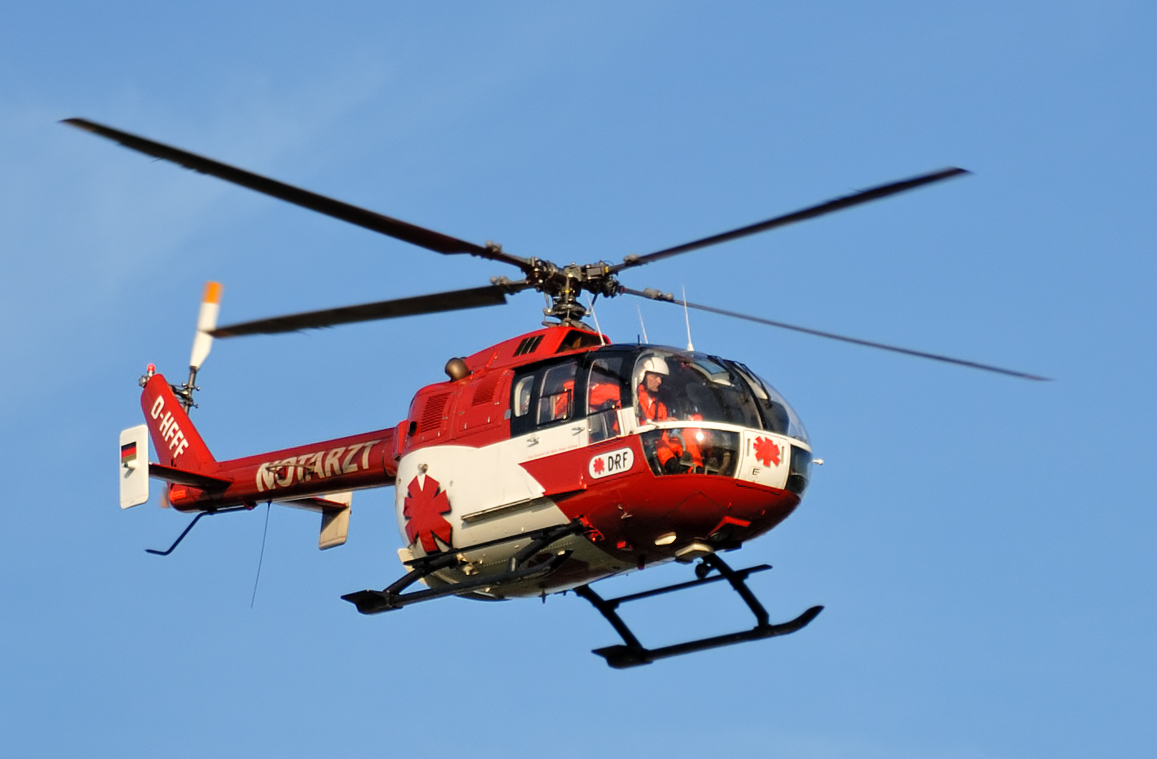
1 MBB Bo 105 був придбаний волонтером для ЗСУ

## Постачання з-за кордону

### Загальна інформація
16 травня 2023 року утворено Коаліцію винищувачів для передачі багатоцільових винищувачів західного зразка для України в рамках МТД для відбиття російської агресії з 2022 року. 21 червня стало відомо що гелікоптери ЗС України оснастять бортовими системами протиракетного захисту AMPS від компанії Hensoldt.
12 лютого 2024 року стало відомо що у РФ порушили кримінальні провадження за незаконний продаж літаків та гелікоптерів (59 цивільних літаків Іл-76 та гелікоптерів Мі-8) за кордон, зокрема в Україну.

### Постачання що тривають або завершені
| походження і назва | походження і назва                     | тип                                    | к-ть | подробиці |
| --- | -------------------------------------- | -------------------------------------- | ---- | --- |
| Болгарія | Су-25                                  | штурмовий літак                        | 14   | 25.05.22 були озвучені нові деталі стосовно постачання в Україну Су-25 в розібраному вигляді                                                                  |
| Україна | MBB Bo 105                             | гелікоптер                             | 1    | 20.06.22 був придбаний українським бізнесменом і переданий у ЗСУ                                                                                              |
| Польща | Мі-2АМ-1                               | гелікоптер                             | 3    | 28.07.22 у Польщі розпочали збір коштів на три евакуаційних гелікоптери для України                                                                           |
| Україна | Мі-2АМ-1                               | гелікоптер                             | 1    | 04.08.22 на кошти, зібрані через платформу UNITED24, вперше придбали гелікоптер Мі-2АМ-1                                                                      |
| Латвія | Mi-2                                   | гелікоптер                             | 2    | 15.08.22 стало відомо про передачу |
| Латвія | Mi-8МТВ-1                              | гелікоптер                             | 2    | 15.08.22 стало відомо про передачу |
| Португалія | Ка-32А11ВС                             | гелікоптер                             | 6    | 13.10.22 стало відомо про постачання |
| Хорватія | Mi-8-МТВ-1                             | гелікоптер                             | 14   | 16.11.22 стало відомо про постачання |
| Хорватія | Mi-8Т                                  | гелікоптер                             | 14   | 16.11.22 стало відомо про постачання |
| Велика Британія | Westland WS-61 Sea King                | гелікоптер                             | 3    | 23.11.22 стало відомо про постачання |
| Латвія | Mi-17                                  | гелікоптер                             | 2    | 18.01.23 стало відомо про нове постачання |
| Литва | Mi-17                                  | гелікоптер                             | 2    | 19.01.23 стало відомо про постачання |
| Польща | МіГ-29                                 | багатоцільовий винищувач               | —    | 26.01.23 стало відомо що навесні 2022 відбулося постачання Україні декількох МіГ-29 у вигляді запчастин                                                       |
| США | Sikorsky UH-60 Black Hawk              | гелікоптер                             | 2+   | 22.02.23 опубліковані світлини із першим таким гелікоптером у користуванні ГУР МО, з березня 2024 використовувалися щонайменше два гелікоптери                |
| Чехія | Мі-35                                  | ударний гелікоптер                     | 4    | у загальному переліку військової допомоги від Чехії опублікованому 22.02.23                                                                                   |
| Франція | Airbus H125                            | гелікоптер                             | 2    | 01.03.23 стало відомо про постачання чергових Airbus H125 у рамках контракту укладеного у 2018 році                                                           |
| 17.05.23 стало відомо що Велика Британія та Нідерланди домовилися вести спільну роботу, щоб створити коаліцію із закупівлі винищувачів F-16 для України |                                        |                                        |      | |
| Україна | Мі-2                                   | гелікоптер                             | 1    | 18.05.23 «Енергоатом» передав військовим гелікоптер Мі-2 |
| Україна | Bell 427                               | гелікоптер                             | 1    | 31.05.23 стало відомо що сили оборони використовують вилучений раніше у Віктора Медведчука гелікоптер Bell 427                                                |
| Північна Македонія | Су-25                                  | штурмовий літак                        | 4    | у загальному переліку військової допомоги від Північної Македонії опублікованому 15.06.23                                                                     |
| Північна Македонія | запчастини до Су-25                    | запчастини до Су-25                    | —    | у загальному переліку військової допомоги від Північної Македонії опублікованому 15.06.23                                                                     |
| Північна Македонія | Мі-24                                  | ударний гелікоптер                     | 12   | у загальному переліку військової допомоги від Північної Македонії опублікованому 15.06.23                                                                     |
| Північна Македонія | запчастини до Мі-24                    | запчастини до Мі-24                    | —    | у загальному переліку військової допомоги від Північної Македонії опублікованому 15.06.23                                                                     |
| Росія | Ан-140-100                             | військово-транспортний літак           | 1    | 06.07.23 стало відомо про націоналізацію літака |
| Чехія | Мі-24                                  | ударний гелікоптер                     | —    | 07.07.23 стало відомо про плани постачання |
| Латвія | Mi-17                                  | гелікоптер                             | 1    | 25.08.23 стало відомо що Україна отримала від Латвії ще один гелікоптер Мі-17 зі складу Збройних сил країни                                                   |
| Словаччина | МіГ-29                                 | багатоцільовий винищувач               | 13   | у загальному переліку військової допомоги від Словаччини опублікованому 08.09.23                                                                              |
| Словаччина | запчастини до МіГ-29                   | запчастини до МіГ-29                   | —    | у загальному переліку військової допомоги від Словаччини опублікованому 08.09.23                                                                              |
| Словаччина | Mi-17                                  | гелікоптер                             | 4    | у загальному переліку військової допомоги від Словаччини опублікованому 08.09.23                                                                              |
| Словаччина | Mi-2                                   | гелікоптер                             | 1    | у загальному переліку військової допомоги від Словаччини опублікованому 08.09.23                                                                              |
| Данія | F-16                                   | багатоцільовий винищувач               | 19   | 20.08.23 стало відомо що Данія передасть Україні 19 винищувачів F-16                                                                                          |
| Україна | Agusta A109E                           | гелікоптер                             | 1    | 19.09.23 стало відомо що українським військовим передано гелікоптер олігарха-втікача Жеваго — Agusta A109E б/н UR-KVZ                                         |
| Україна | Мі-2МСБ-1                              | гелікоптер                             | 1    | 03.10.23 ДБР передало українським військовим геліктоптер Мі-2МСБ-1, який колишнє керівництво акціонерного товариства «Мотор Січ» намагалось приховати від ЗСУ |
| Бельгія | F-16                                   | багатоцільовий винищувач               | 30   | 11.10.23 було оголошено про відправку винищувачів F-16 в Україну у 2024-25 роках                                                                              |
| Україна | Aero L-39 Albatros                     | навчально-бойовий літак                | 1    | 12.10.23 стало відомо що український підприємець передав ЗСУ свій власний літак                                                                               |
| Аргентина | Мі-171Е                                | гелікоптер                             | 2    | 15.12.23 стало відомо що Аргентина пожертвує Україні антарктичні вертольоти Мі-171Е                                                                           |
| Україна | Мі-2МСБ-1                              | гелікоптер                             | 1    | 19.01.24 стало відомо що ГУР отримало медичний гелікоптер для евакуації із прифронтових регіонів                                                              |
| Німеччина | Westland Sea King Mk41                 | гелікоптер                             | 6    | 24.01.24 року стало відомо що Німеччина передасть Україні гелікоптери Sea King Mk41 та запчастини до них                                                      |
| Німеччина | запчастини до Westland Sea King Mk41   | запчастини до Westland Sea King Mk41   | —    | 24.01.24 року стало відомо що Німеччина передасть Україні гелікоптери Sea King Mk41 та запчастини до них                                                      |
| Хорватія | Ан-32Б                                 | військово-транспортний літак           | 2    | 02.02.24 стало відомо про постачання |
| Україна | Mi-2                                   | гелікоптер                             | 4    | 13.03.24 стало відомо що прокурори Черкащини домоглися арешту чотирьох гелікоптерів Ми-2 та двох літаків Ан-2 кримських підприємців, які допомагають РФ       |
| Україна | Ан-2                                   | легкий транспортний літак              | 2    | 13.03.24 стало відомо що прокурори Черкащини домоглися арешту чотирьох гелікоптерів Ми-2 та двох літаків Ан-2 кримських підприємців, які допомагають РФ       |
| Литва | L-39ZA                                 | легкий бойовий літак                   | 1    | 20.04.24 стало відомо, що Литва передала збройним силам L-39ZA Albatros у розібраному вигляді                                                                 |
| Норвегія | F-16                                   | багатоцільовий винищувач               | 22   | у квітні 2024 року стало відомо що Норвегія планує передати Україні 22 винищувачі F-16                                                                        |
| Чехія | тренажер до F-16                       | тренажер до F-16                       | 2    | 10.05.24 та 06.08.25 Чехія передала ПС ЗСУ два тренажери винищувача F-16                                                                                      |
| Швеція | Saab 100D Argus                        | літак ДРЛВ                             | 2    | 29.05.24 Швеція оголосила про передачу Україні літака дальнього радіолокаційного виявлення                                                                    |
| Швеція | запчастини до JAS 39 Gripen            | запчастини до JAS 39 Gripen            | —    | 09.09.24 Швеція анонсувала новий пакет військової допомоги Україні                                                                                            |
| Нідерланди | F-16                                   | багатоцільовий винищувач               | 24   | у загальному переліку військової допомоги від Нідерландів опублікованому 29.09.24                                                                             |
| Нідерланди | запчастини до F-16                     | запчастини до F-16                     | —    | у загальному переліку військової допомоги від Нідерландів опублікованому 29.09.24                                                                             |
| Франція | Mirage-2000-5F                         | багатоцільовий винищувач               | 20   | 08.10.24 міністр збройних сил Франції Себастьян Лекорню повідомив що Франція поставить Україні винищувачі Mirage 2000 у першій половині 2025 року             |
| Німеччина | запчастини до МіГ-29                   | запчастини до МіГ-29                   | —    | у загальному переліку військової допомоги від Німеччини опублікованому 17.10.24                                                                               |
| Німеччина | запчастини до Мі-24                    | запчастини до Мі-24                    | —    | у загальному переліку військової допомоги від Німеччини опублікованому 17.10.24                                                                               |
| Німеччина | AMPS                                   | комплекс захисту гелікоптера           | 10   | у загальному переліку військової допомоги від Німеччини опублікованому 17.10.24                                                                               |
| Норвегія | запчастини до F-16                     | запчастини до F-16                     | —    | 31.10.24 стало відомо що Норвегія передасть Україні запчастини до F-16                                                                                        |
| США | Mi-17В5                                | гелікоптер                             | 20   | у загальному переліку військової допомоги від США опублікованому 01.11.24                                                                                     |
| США | запчастини до МіГ-29                   | запчастини до МіГ-29                   | —    | у загальному переліку військової допомоги від США опублікованому 01.11.24                                                                                     |
| Польща | МіГ-29                                 | винищувач                              | 14   | у загальному переліку військової допомоги від Польщі опублікованому 06.11.24                                                                                  |
| Польща | запчастини до МіГ-2                    | запчастини до МіГ-2                    | —    | у загальному переліку військової допомоги від Польщі опублікованому 06.11.24                                                                                  |
| Польща | Мі-24                                  | ударний гелікоптер                     | 11   | у загальному переліку військової допомоги від Польщі опублікованому 06.11.24                                                                                  |
| Польща | Mi-8                                   | гелікоптер                             | 2    | 21.12.24 Польща передала Україні гелікоптери Ми-8 та Bell 412HP                                                                                               |
| Польща | Bell 412                               | гелікоптер                             | 1    | 21.12.24 Польща передала Україні гелікоптери Ми-8 та Bell 412HP                                                                                               |
| Канада | Sikorsky S-76                          | гелікоптер                             | 1    | 11.02.25 Helijet International разом із благодійниками передали Україні санітарний гелікоптер                                                                 |
| Канада | тренажер до F-16                       | тренажер до F-16                       | 4    | 17.02.25 Канада оголосила про передачу Україні двох тренажерів для пілотів F-16                                                                               |
| Чехія | Sikorsky UH-60 Black Hawk              | гелікоптер                             | 1    | 02.03.25 у Чехії закрили збір на гелікоптер Black Hawk для України                                                                                            |
| Португалія | Aérospatiale SA 330 Puma               | гелікоптер                             | 8    | 10.03.25 було повідомлено що Португалія передала Україні вісім гелікоптерів SA-330 Puma                                                                       |
| Велика Британія | Aérospatiale SA Puma HC.2              | гелікоптер                             | 8+   | 02.04.25 cтало відомо що Британія передасть Україні гелікоптери Puma HC.2                                                                                     |
| — | Sikorsky S-76A                         | гелікоптер                             | 1    | 16.04.25 Санітарна авіація ГУР МО отримала гелікоптер Sikorsky S-76A від благодійників                                                                        |
| Чехія | SHARK                                  | легкомоторний літак                    | —    | 22.06.25 Україна отримала перший легкомоторний літак, обладнаний антидроновим комплексом РЕБ                                                                  |
| Словаччина | SHARK                                  | легкомоторний літак                    | —    | 22.06.25 Україна отримала перший легкомоторний літак, обладнаний антидроновим комплексом РЕБ                                                                  |
| Україна | мобільні комплекси обслуговування F-16 | мобільні комплекси обслуговування F-16 | —    | 22.07.25 фонд «Повернись живим» передав військовим мобільні комплекси обслуговування F-16                                                                     |
| Чехословаччина | Zlin Z137T                             | легкомоторний літак                    | —    | 08.08.25 був помічений легкомоторний літак Zlin Z137T у користуванні Сил Оборони України                                                                      |
| Болгарія | Мі-24В/Д                               | гелікоптер                             | 3+   | 14.08.25 було помічено завантажування на борт українського Ан-124 трьох бойових вертольотів                                                                   |

### Заплановані постачання
| походження і назва | походження і назва | тип             | к-ть | подробиці                                                                             |
| ------------------ | ------------------ | --------------- | ---- | ------------------------------------------------------------------------------------- |
| Канада             | Ан-124             | вантажний літак | 0/1  | 16.04.23 стало відомо що Канада передасть Україні конфіскований у росіян літак Ан-124 |

### Можливі постачання
| походження і назва | походження і назва                   | тип                                  | к-ть | подробиці |
| ------------------ | ------------------------------------ | ------------------------------------ | ---- | --- |
| Польща             | F-16                                 | багатоцільовий винищувач             | —    | 30.01.23 стало відомо про можливість постачання                                                                                      |
| Італія             | Panavia Tornado                      | багатоцільовий винищувач             | —    | 19.02.23 стало відомо про можливість постачання                                                                                      |
| Італія             | AMX Ghibli                           | штурмовий літак                      | —    | 19.02.23 стало відомо про можливість постачання                                                                                      |
| Чехія              | Aero L-159 ALCA                      | навчально-бойовий літак              | —    | 10.05.23 стало відомо про можливість постачання                                                                                      |
| США                | AH-64А Apache                        | ударний гелікоптер                   | —    | 24.05.23 стало відомо про можливість постачання                                                                                      |
| Австралія          | F/A-18 Hornet                        | винищувач-бомбардувальник            | —    | 06.06.23 стало відомо про можливість постачання                                                                                      |
| Еквадор            | Mi-171                               | гелікоптер                           | 0/1  | 13.02.24 стало відомо що Еквадор може передати Україні вертольоти Мі-17 (з яких один працюючий а решта як донори запчастин)          |
| Еквадор            | запчастини до Mi-171                 | запчастини до Mi-171                 | —    | 13.02.24 стало відомо що Еквадор може передати Україні вертольоти Мі-17 (з яких один працюючий а решта як донори запчастин)          |
| США · Казахстан    | Су-24                                | бомбардувальник                      | —    | у квітні 2024 року стало відомо що США могли викупити для України 81 із 117 літаків які Казастан виставив на продаж восени 2023 року |
| США · Казахстан    | МіГ-29                               | багатоцільовий винищувач             | —    | у квітні 2024 року стало відомо що США могли викупити для України 81 із 117 літаків які Казастан виставив на продаж восени 2023 року |
| США · Казахстан    | інші літаки та запчастини до літаків | інші літаки та запчастини до літаків | —    | у квітні 2024 року стало відомо що США могли викупити для України 81 із 117 літаків які Казастан виставив на продаж восени 2023 року |
| Аргентина          | Dassault-Breguet Super Étendard      | штурмовий літак                      | 0/5  | 12.06.24 президент Аргентини Хав'єр Мілей схвалив план щодо передання Україні п'яти винищувачів Dassault                             |
| Швеція             | JAS 39 Gripen                        | багатоцільовий винищувач             | —    | 11.07.24 була озвучена можливість постачання винищувачів                                                                             |
| Греція             | F-16                                 | багатоцільовий винищувач             | 0/32 | 17.07.24 стало відомо що Греція збирається вивести з експлуатації 32 старі винищувачі F-16 Block-30, аби передати їх Україні         |
| США                | Bell 407M                            | ударний гелікоптер                   | —    | 25.07.24 американська компанія Bell запропонувала Україні бойову версію багатоцільового гелікоптера Bell 407M                        |

### Інше
| походження і назва | тип                 | к-ть | подробиці                                                                               |
| ------------------ | ------------------- | ---- | --------------------------------------------------------------------------------------- |
| Як-52              | легкомоторний літак | —    | Україна почала використовувати літаки Як-52 для перехоплення ворожих дронів у 2023 році |

## Трофеї[95]
| походження і назва | тип                                   | к-ть | подробиці                                                                                  |
| ------------------ | ------------------------------------- | ---- | ------------------------------------------------------------------------------------------ |
| Ка-52              | ударний гелікоптер                    | 1    | відомо про щонайменше один захоплений Ка-52 у ході російського наступу на Київ у 2022 році |
| Мі-8АМТШ           | багатоцільовий спеціальний гелікоптер | 1    | у серпні 2023 російський гелікоптер Мі-8АМТШ перелетів на одну з авіабаз ЗСУ за винагороду |

## Втрати[99]
| походження і назва | тип                          | к-ть | подробиці |
| ------------------ | ---------------------------- | ---- | --- |
| МіГ-29             | багатоцільовий винищувач     | 32   | задокументовано 32 втрачених МіГ-29 (з яких 2 пошкоджено і 4 знищено на землі) станом на 17.10.24                                            |
| Mi-8/Мі-17         | гелікоптер                   | 32   | задокументовано 32 втрачених Mi-8/Мі-17 (з яких 1 пошкоджено) станом на 17.10.24                                                             |
| Су-25              | ударний літак                | 20   | задокументовано 20 втрачених Су-25 (з яких 2 пошкоджено і 2 знищено на землі) станом на 17.10.24                                             |
| Су-24              | бомбардувальник              | 19   | задокументовано 19 втрачених Су-24 (Су-24М та Су-24МР) станом на 17.10.24                                                                    |
| Су-27              | багатоцільовий винищувач     | 15   | задокументовано 15 втрачених Су-27 (з яких 1 знищено на землі) станом на 17.10.24                                                            |
| Мі-24              | ударний гелікоптер           | 7    | задокументовано 7 втрачених Мі-24 та Мі-24П (з яких 1 пошкоджено) станом на 17.10.24                                                         |
| L-39               | навчально-бойовий літак      | 7    | задокументовано 7 втрачених Aero L-39 Albatros станом на 17.10.24                                                                            |
| Мі-2               | гелікоптер                   | 5    | задокументовано 5 втрачених Мі-2 (з яких 3 захоплені на аеродромі Мелітополя у перші дні повномасштабного вторгнення) станом на 17.10.24     |
| Іл-76              | військово-транспортний літак | 2    | задокументовано 2 втрачених Іл-76МД (з яких 1 захоплений на аеродромі Мелітополя у перші дні повномасштабного вторгнення) станом на 17.10.24 |
| Ан-26              | військово-транспортний літак | 2    | задокументовано 2 втрачених Ан-26 станом на 17.10.24                                                                                         |
| Мі-14              | гелікоптер                   | 1    | задокументовано 1 втрачений Мі-14 станом на 17.10.24                                                                                         |
| F-16               | багатоцільовий винищувач     | 1    | задокументовано 1 втрачений F-16 станом на 17.10.24                                                                                          |